# العریش، قطر
العریش  یک منطقهٔ مسکونی در قطر است که در الشمال (شهرداری) واقع شده‌است.
 العریش ۱۴٫۲ کیلومتر مربع مساحت دارد.